# Верне-Леконт, Эмиль
Эмиль Верне-Леконт (15 марта 1821, Париж — 19 ноября 1900, там же) — французский художник-ориенталист.

## Биография
Эмиль Верне-Леконт родился в Париже в семье художника-баталиста Ипполита Леконта, и его жены, Камиллы Франсуазы Жозефины, урождённой Верне. Эмиль Верне-Леконт приходился правнуком художнику Жозефу Верне, внуком Карлу Верне и племянником Орасу Верне.  Учителями Эмиля были его дядя и художник Леон Конье. Своё творчество Эмиль Верне-Леконт начал с портретов представителей буржуазии и аристократии. В 1843 году он начал выставляться на Парижском Салоне, где получил бронзовую медаль. Сначала он подписывал свои картины просто как Эмиль Леконт, но затем принял двойную фамилию. Уже в 1847 году Верне-Леконт обращается к ориентализму, модному в то время направлению, ключевой фигурой которого во Франции считался художник Жан-Леон Жером. Начиная с этого момента, Верне-Леконт создаёт значительное число изображений Востока, и, в первую очередь, женских изображений. Его первые картины этой серии были выставлены в Салоне 1847 года («Голова сирийки» и «Сирийка»), в дальнейшем он создал многочисленные портреты восточных женщин.
Он также писал картины на сюжеты Крымской войны и преследования турками маронитов и друзов в Сирии в 1860-61 годах.
Для создания своих картин Верне-Леконт много путешествовал по Востоку. На сегодняшний день многие картины художника хранятся в провинциальных музеях и частных коллекциях Франции.

## Галерея

Некоторые работы
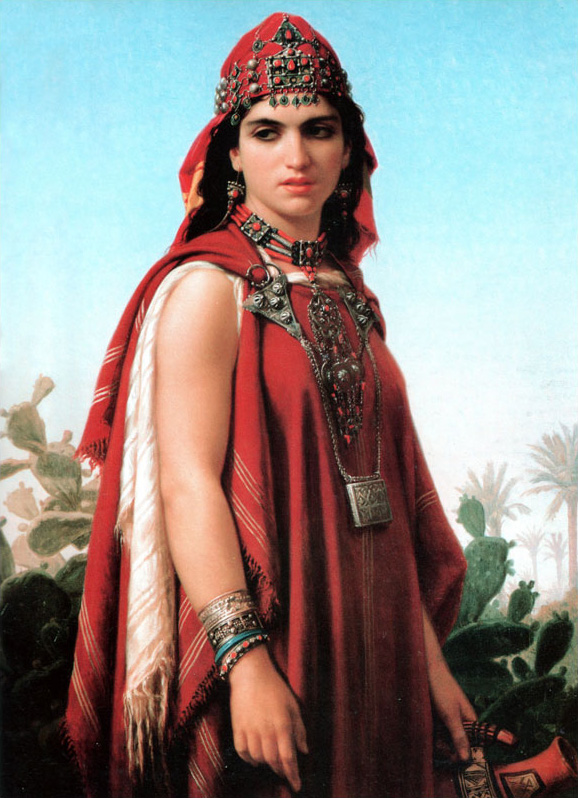
Берберская женщина.
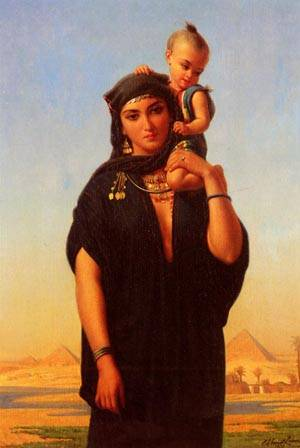
Феллахская женщина с ребёнком.
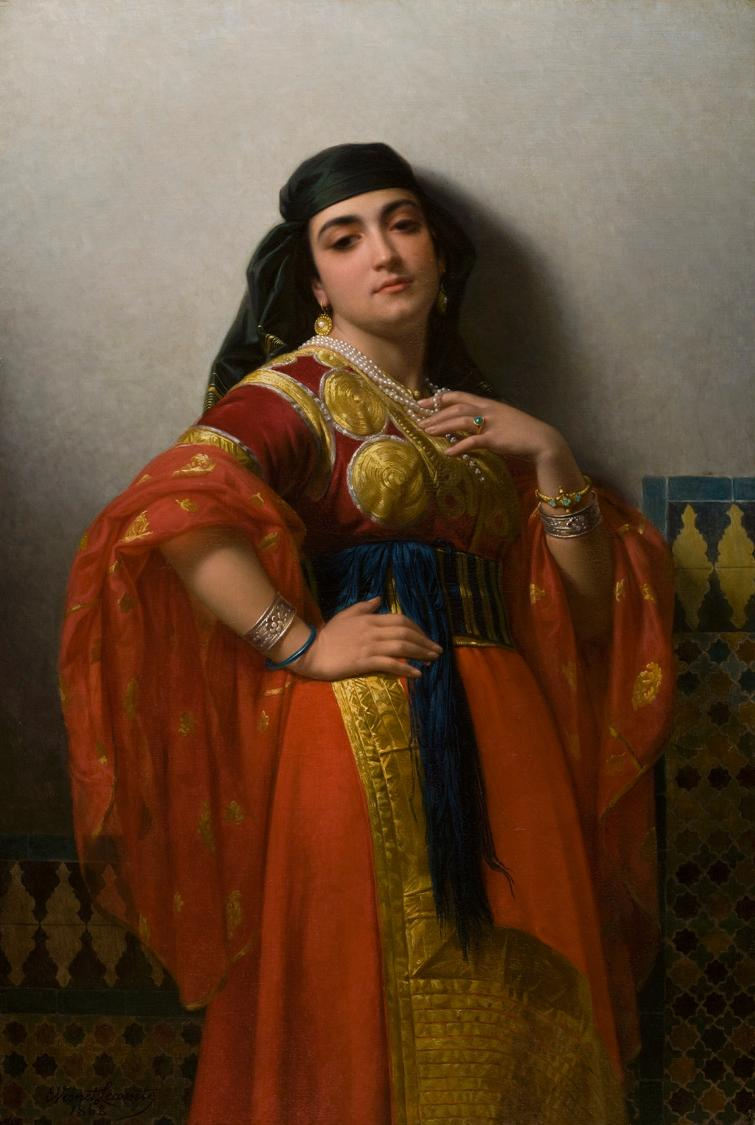
Восточная красавица.
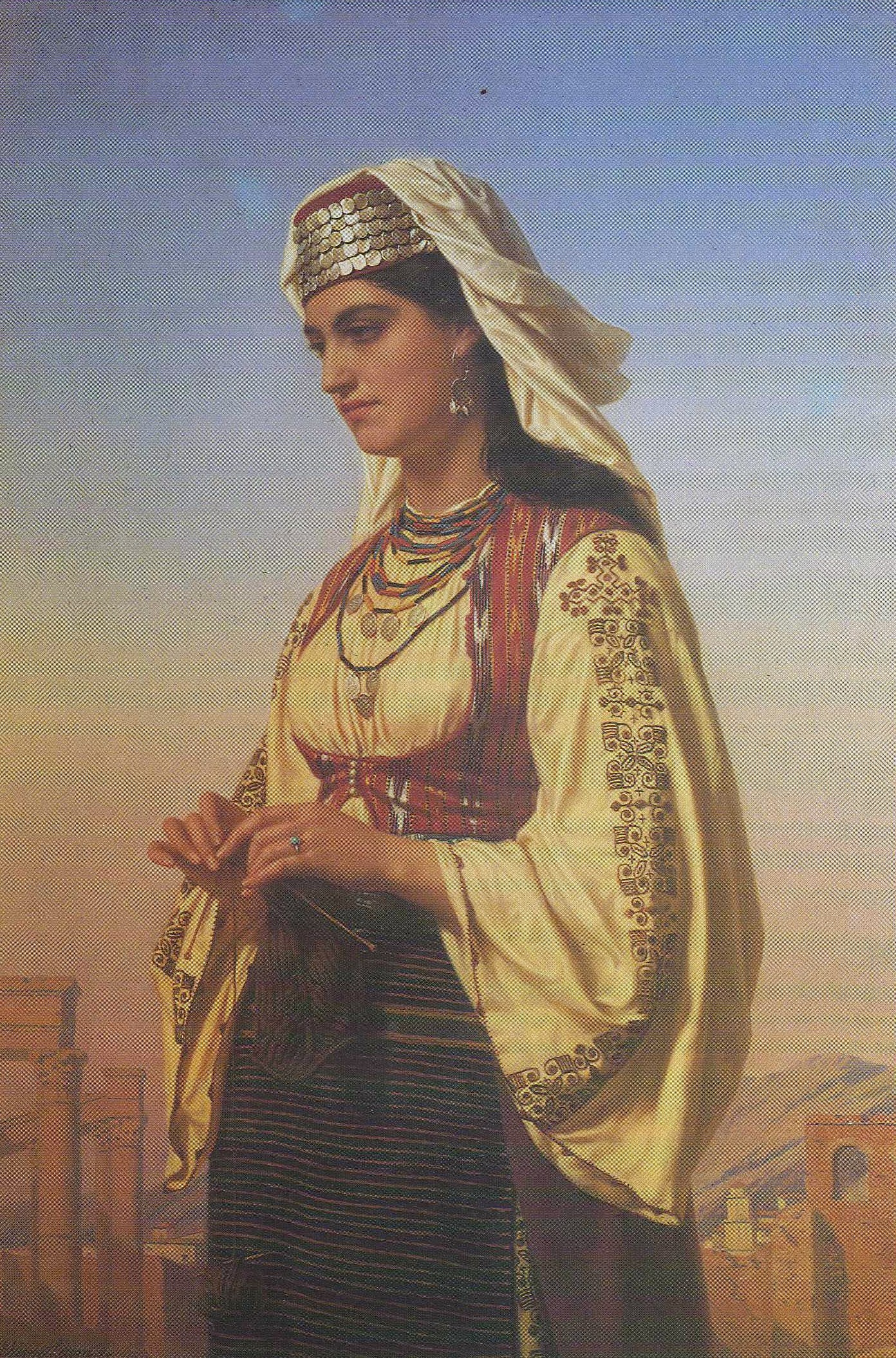
Греческая красавица.
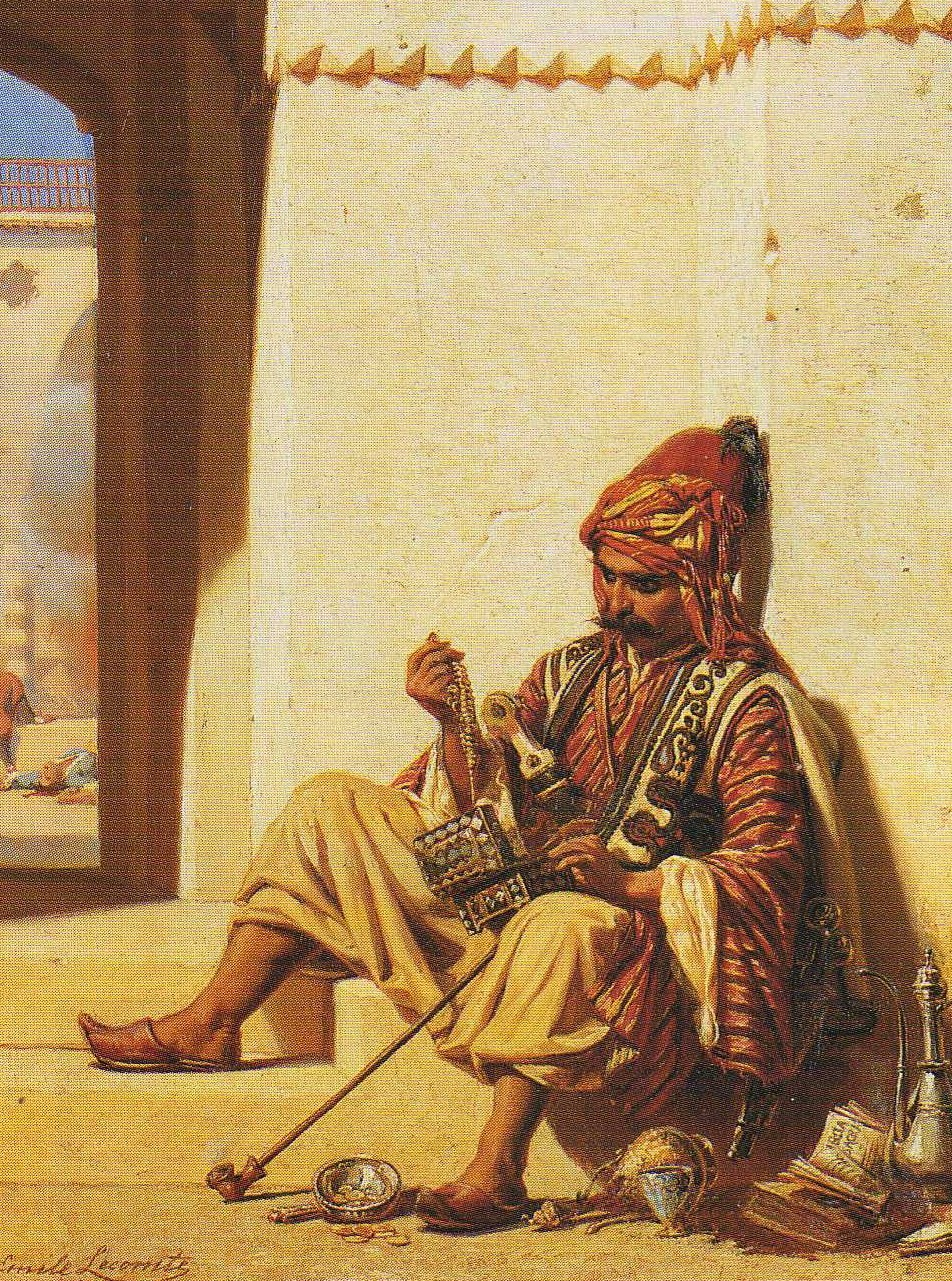
Башибузук.
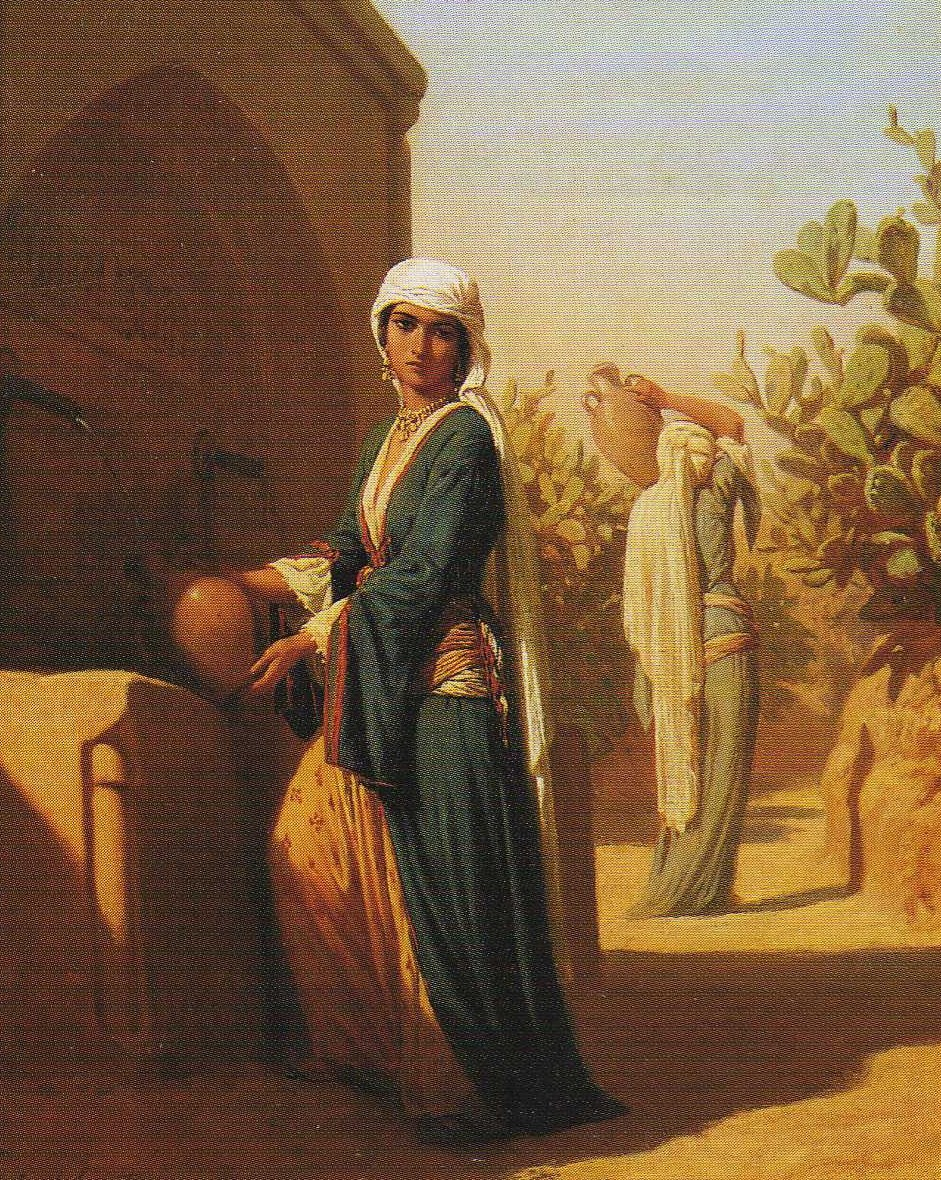
Маронитка.